# Tribunal de Justiça do Estado da Bahia
O Tribunal de Justiça do Estado da Bahia (TJBA) é o órgão máximo do Poder Judiciário do estado brasileiro da Bahia, com sede na cidade de Salvador e jurisdição em todo o território estadual.
Inicialmente instalado como Tribunal de Relação da Bahia, sua primeira sede foi construída entre 1642 e 1627. A ocupação do Palácio somente se deu em 1654, com o fim da invasão neerlandesa da então colônia portuguesa. Esta primeira sede foi desativada em 1871, em virtude de abalos estruturais do Palácio decorrentes da construção do Elevador Lacerda. Desde então e até 1949 passou a ser sediado em prédios provisórios, normalmente alugados ou cedidos por outros órgãos e poderes. Entre 1949 e 2000 foi sediado no edifício principal do Fórum Ruy Barbosa, em Salvador. Em 27 de março de 2000 o Tribunal de Justiça passa a ocupar a sua atual sede no Centro Administrativo. A Corte é composta por 70 desembargadores, que têm como função analisar e decidir casos como instância mais importante e elevada de todo o Judiciário do estado da Bahia. Seu presidente para o biênio 2024-2026 é Cynthia Maria Pina Resende.
Teve vários de seus membros envolvidos num esquema de corrupção apurado desde novembro de 2019 pela Polícia Federal do Brasil em ação do Ministério Público Federal junto ao Superior Tribunal de Justiça: seu então presidente Gesivaldo Brito foi afastado e vários desembargadores afastados ou presos, inclusive a ex-presidenta Maria do Socorro Barreto Santiago, por envolvimento no caso que ficou conhecido como Operação Faroeste.

## Composição
Quadro dirigente:
- Cynthia Maria Pina Resende (Presidente)
- João Bôsco de Oliveira Seixas (1.ª Vice-Presidente)
- José Alfredo Cerqueira da Silva (2.ª Vice-Presidente)
- Roberto Maynard Frank (Corregedora-Geral)
- Pilar Célia Tobio de Claro (Corregedor das Comarcas do Interior)

## Presidentes
- Cynthia Maria Pina Resende (biênio 2024-2026)

- Nilson Soares Castelo Branco (biênio 2023-2024)
- Lourival Almeida Trindade (biênio 2020-2022) [8]
- Gesivaldo Nascimento Britto (biênio 2018-2020) [9]
- Maria do Socorro Barreto Santiago (biênio 2016-2018)
- Eserval Rocha (biênio 2014-2015)[4]
- Mário Alberto Simões Hirs (biênio 2012-2013)[10]
- Telma Laura Silva Britto (biênio 2010-2012)
- Sílvia Carneiro Santos Zarif (biênio 2008-2010)

## Coordenação de Arrecadação - COARC
A Coordenação de Arrecadação é uma unidade vinculada ao Núcleo de Arrecadação e Fiscalização – NAF e tem como competência regimental administrar o sistema de arrecadação das custas cartorárias e demais receitas dos cartórios judiciais e extrajudiciais, orientar e deliberar sobre os processos de restituição de custas cartorárias.

## Entidades de classe
Dentro do quadro de servidores e magistrados do judiciário baiano, há três entidades de classe que atuam na defesa dos interesses deste quadro: a Associação dos Magistrados da Bahia (AMAB), o Sindicato dos Servidores do Poder Judiciário do Estado da Bahia (SINPOJUD) e Sindicato dos Servidores dos Serviços Auxiliares do Poder Judiciário do Estado da Bahia (SINTAJ).
A AMAB, fundada em 24 de fevereiro de 1965, representa os magistrados baiano. Visa a proteção de seus associados, a integração e fortalecimento institucional da magistratura. É sediado no Fórum Ruy Barbosa. Tem o Juiz Freddy Carvalho Pitta Lima como seu presidente pelo biênio 2016/2017.
O SINPOJUD teve sua fundação realizada em 28 de janeiro de 1991. Representa os Servidores e Serventuários do TJBA de modo geral.
Já o SINTAJ é a entidade mais nova, fundada em 30 de junho de 1995. Representa os servidores dos Juizados Especiais, dos Juizados da Infância e Juventude e das secretarias do Tribunal.
Historicamente, a relação das entidades não é harmoniosa. Em julho de 2015, a AMAB criticou a campanha de Recomposição dos Vencimentos do SINTAJ, diante do uso de linguagem depreciativa contra a magistratura. Posteriormente, em março de 2017, repetiu-se o atrito entre as instituições, quando o SINTAJ divulgou de informações sobre a remuneração da magistratura baiana. Como resposta, o presidente da AMAB apontou que os servidores do judiciário baianos são os que possuem as maiores remunerações.